# Ischyropsalis navarrensis
Espèce
Synonymes
- Ischyropsalis turki Roewer, 1950
- Ischyropsalis nicaea Roewer, 1950
- Ischyropsalis espagnoli Dresco, 1968

Ischyropsalis navarrensis est une espèce d'opilions dyspnois de la famille des Ischyropsalididae.

## Distribution
Cette espèce est endémique d'Espagne. Elle se rencontre en Navarre et au Pays basque dans des grottes.

## Description
La femelle holotype mesure 7,5 mm.

## Systématique et taxinomie
Cette espèce a été décrite par Roewer en  1950. Elle est placée en synonymie avec Ischyropsalis magdalenae par Martens en 1969. Elle est relevée de synonymie par Prieto en 1990.
Ischyropsalis turki, Ischyropsalis nicaea et Ischyropsalis espagnoli ont été placées en synonymie par Prieto en 1990.

## Étymologie
Son nom d'espèce, composé de navarr[a] et du suffixe latin -ensis, « qui vit dans, qui habite », lui a été donné en référence au lieu de sa découverte, la Navarre.

## Publication originale
- Roewer, 1950 : « Über Ischyropsalididae und Trogulidae. Weitere Weberknechte XV. » Senckenbergiana, vol. 31, no 1/2, p. 11–56.